# Villeneuve-sur-Allier
Villeneuve-sur-Allier là một xã ở tỉnh Allier thuộc miền trung nước Pháp.